# Плашкоут

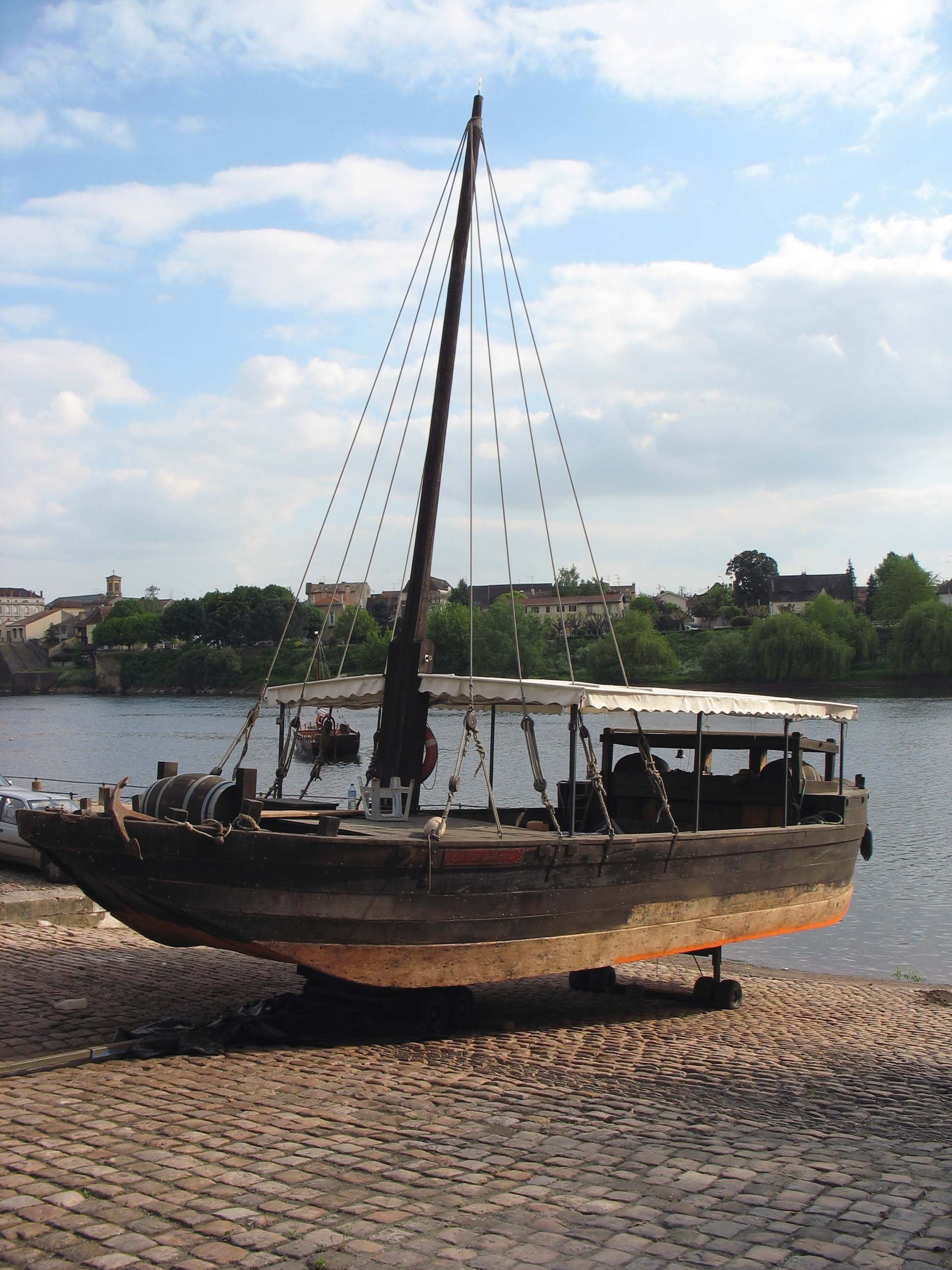
Плашкоут на березі Дордони в Бержераці

Плашко́ут (нід. plaatschuit; від plaat — плоске, schuit — човен), також флашко́ут — безпалубне плоскодонне судно, що зазвичай використовується для перевезення вантажів у порту, під час завантаження й розвантаження суден.
Плашкоути можуть служити для наведелення тимчасових мостів і опорою для наплавних мостів, також може встановлюватися розвідна частина постійного дерев'яного моста, розташована в найглибшому місці річки для пропуску суден. Такі плашкоутні мости були зручні тим, що в разі потреби могли бути відведені в бік, звільняючи всю ширину річки.
Плашкоут також може бути самохідним, у цьому разі його часто називають суховантажною баржею або самохідною баржею, що може оснащуватися апареллю. У флоті Російській імперії, зокрема Чорноморського флоту, судна такого типу застосовували з кінця XVIII століття, що їх обслуговували ластові екіпажі. Після скасування ластових екіпажів ведення ластовими суднами перейшло до портового управління.